# IC 531
IC 531 је спирална галаксија у сазвјежђу Хидра која се налази на листи објеката дубоког неба у Индекс каталогу.
Деклинација објекта је - 0° 16' 41" а ректасцензија 9h 17m 50,8s. Привидна величина (магнитуда) објекта IC 531 износи 13,9 а фотографска магнитуда 14,7. Налази се на удаљености од 69,547 милиона парсека од Сунца. IC 531 је још познат и под ознакама UGC 4923, MCG 0-24-6, CGCG 6-28, IRAS 09152-0004, PGC 26258.